# Die Werkstatt vom Weihnachtsmann
Die Werkstatt vom Weihnachtsmann (auch: Die Geschichte vom Weihnachtsmann) ist ein US-amerikanischer Zeichentrick-Kurzfilm von Wilfred Jackson aus dem Jahr 1932. Er stammt aus der Disney-Reihe Silly Symphonies und gilt in Schweden als Kultfilm. Im Film kommt Spielzeug vor, das schwarze Menschen in stereotypischer und rassistischer Darstellung abbildet, daher ist er heute zum Teil nur noch gekürzt zu sehen. Bei Disney+ befindet sich eine Warnung vor dem Kurzfilm.

## Handlung
Die Elfen des Weihnachtsmannes singen in der Werkstatt ein Lied. Währenddessen liest der Weihnachtsmann die Briefe der Kinder und lässt von einem Sekretär überprüfen, ob die Kinder auch artig waren. Anschließend geht er zur Spielzeugfabrik, wo er die Qualität des hergestellten Spielzeugs in Augenschein nimmt. Eine Puppe bekommt einen OK-Stempel, nachdem sie „Mama“ gesagt hat. Daraufhin kommt eine sogenannte Pickaninny-Puppe (stereotype Darstellung eines schwarzen Babys), sagt „Mama“ und gibt sich selbst den Stempel. Anschließend läuft das Spielzeug selbst in den Sack des Weihnachtsmannes, darunter mehrere Blackface-Puppen und eine Puppe von Charlie Chaplin. Anschließend macht sich der Weihnachtsmann auf den Weg.

## Hintergrund
Der Film startete am 10. Dezember 1932 in den Vereinigten Staaten im Kino als 33. Teil der Silly-Symphonies-Reihe. Es war der vierte Farbfilm der Reihe, sowie der erste, der RCA Photophone verwendete. Der Film wurde am 9. Dezember 1933 mit Der Weihnachtsmann kommt (Originaltitel: The Night Before Christmas) indirekt fortgesetzt.
Die deutsche Erstausstrahlung fand am 11. Februar 1995 im Disney Club statt.
Auf VHS war der Film auf Walt Disney: Weihnachtsspaß mit Micky und Donald erhältlich.

## Kontroverse
Nach heutigem Verständnis sind zwei Szenen des Films rassistisch und stereotypisch. Zum einen die Darstellung der Pickaninny-Puppe, zum andern ein älterer Mann mit Bart, der einen Kosakentanz aufführt. Letzterer wurde als jüdisches Stereotyp interpretiert. Beide Szenen wurden aus dem Kurzfilm herausgeschnitten und sind bei heutigen Aufführungen und auch bei Disney+ nicht mehr zu sehen.
Der Clip ist Teil eines Disney-Fernsehspecials namens From All of Us to All of You, das in Schweden und Norwegen als Kalle Anka oder als Donald Duck bis heute traditionell an Weihnachten ausgestrahlt wird. Der Herausschnitt führte 2012 zu einer längeren Debatte in den schwedischen Medien. Von der Boulevardzeitung Aftonbladet wurde eine Umfrage erstellt, in der sich fast 100 Prozent der Leser gegen die Selbstzensur des Disney-Konzerns äußerten.